# Tsihombe

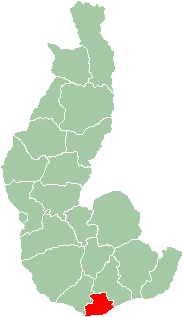
Tsihombe

Tsihombe est une commune urbaine malgache, chef-lieu du district de Tsihombe, située dans l'extrême partie sud de la région d'Androy.

## Géographie
La Réserve spéciale du Cap Sainte-Marie et le Cap Sainte-Marie se situent à 63 km au sud de Tsihombe.